# Aglaoschema albicorne
Aglaoschema albicorne är en skalbaggsart som först beskrevs av Fabricius 1801.  Aglaoschema albicorne ingår i släktet Aglaoschema och familjen långhorningar.
Artens utbredningsområde är Venezuela. Inga underarter finns listade i Catalogue of Life.